# Uyana Granger
Uyana Granger (* 2008) ist eine luxemburgische Leichtathletin, die im Hürdenlauf sowie im Weitsprung an den Start geht.

## Sportliche Laufbahn
Erste internationale Erfahrungen sammelte Uyana Granger im Jahr 2024, als sie bei den U18-Europameisterschaften in Banská Bystrica mit 63,44 s in der ersten Runde im 400-Meter-Hürdenlauf ausschied und mit der luxemburgischen Sprintstaffel (1000 Meter) mit 2:14,26 min den Finaleinzug verpasste. Im Jahr darauf gewann sie bei den Spielen der kleinen Staaten von Europa (GSSE) in Andorra la Vella in 59,78 s die Bronzemedaille über 400 m Hürden hinter der Zyperin Kalypso Stavrou und Duna Viñals aus Andorra. Zudem belegte sie mit der 4-mal-400-Meter-Staffel in 3:51,39 min den fünften Platz. Anschließend wurde sie bei der 3. Liga der Team-Europameisterschaft in Maribor in 61,16 s Dritte über 400 m Hürden hinter der Andorranerin Viñals und Maša Garić aus Bosnien und Herzegowina. Daraufhin belegte sie beim Europäischen Olympischen Jugendfestival (EYOF) in Skopje in 59,49 s den vierten Platz im Hürdenlauf und schied mit der Sprintstaffel mit 2:14,74 min im Vorlauf aus.
2024 wurde Granger luxemburgische Meisterin im Weitsprung.

## Persönliche Bestzeiten
- 400 m Hürden: 59,49 s, 25. Juli 2025 in Skopje
- Weitsprung: 5,42 m, 18. Februar 2024 in Luxemburg